# LSIコーポレーション
LSIコーポレーション（英: LSI Corporation）は、カリフォルニア州ミルピタスにあった電子機器製造企業である。ASIC、ホストバスアダプタ、RAIDアダプタ、ストレージシステム、ネットワーク機器などを設計・製造している。2014年5月6日、アバゴ・テクノロジーによって66億ドルで買収された。日本法人はLSIロジック株式会社。

## 歴史
フェアチャイルドセミコンダクターのCEOを辞した Wilfred Corrigan が1979年、ASIC半導体製造企業として LSIロジック（LSI Logic Corporation）を創設した。他の共同創設者として Bill O'Meara（マーケティング）、Rob Walker（技術）、Mitchell "Mick" Bohn（財務）がいる。会社としての創設は1980年11月で、Sequoia Capital などのベンチャーキャピタルからの出資600万ドルを資本金として始まった。1982年3月には第二期の1600万ドルが追加され、1983年5月13日にNASDAQに上場したときには、技術系企業のIPOとしては当時最大の1億5300万ドルとなった。
自社でウェハー工場を持ち、パッケージングと検査も行っていたが、同時に東芝にも製造を依頼しており、ファブレス半導体製造モデルの先駆けともなった。日本、ヨーロッパ、カナダに子会社をおき、世界展開を図った。日本ではLSIロジック株式会社が1984年4月に東京に設立された（資本金2000万ドル）。イギリスでは、LSI Logic Ltd が1984年6月に Bracknell に設立され、カナダのカルガリーには LSI Logic Canada が設立されている。各社は独自に開発/製造も行い、独立運営されていた。1985年、同社は川崎製鉄（現・JFEスチール）との合弁会社日本セミコンダクターを設立し、1995年にはつくば市に1億ドルでウェハー製造工場を建設した（2003年ロームが買収し、ロームつくば、2013年解散）。
同社は、業界初のASIC製品ラインを開発し、独自のCADツールであるLDS（Logic Design System）を使って顧客のカスタムゲートアレイを設計/製造した。最初の製品は高速なECL技術を使ったものだったが、すぐに低価格と低消費電力を実現したCMOSに移行した。LSIロジックは徐々に製品の品揃えとIPライブラリを増やしていき、スタンダードセル、ストラクチャードアレイ、DSP、マイクロプロセッサ（MIPSとSPARC）を製品に加えていった。（LDSは社外にも提供しており、顧客企業や社外のデザインセンターによる設計も可能。評価も高い）
ASIC市場が成熟してくると、優れたサードパーティの設計ツールが登場し、製造と設計を同時に行うことが原価高につながるようになって、LSI は2005年にファブレスへの方針転換（回帰）を行った。シンガポールのチャータード・セミコンダクター（現：GLOBALFOUNDRIES）と合弁でシリコン・マニュファクチャリング・パートナーズ社を設立し、シリコンウェハーの生産工程や工場設備を同社へ移管した。更に、マイクロプロセッサ、通信機器、動画圧縮デバイス（MPEGなど）といった中核技術への投資を行っていた。そのような投資と後述する買収によって知的資産を蓄えた。
2007年4月2日、ルーセント・テクノロジーの流れを組む、通信やストレージ向け半導体大手のAgere Systemsとの合併を完了し、LSIロジックからLSIコーポレーションへと社名を変えた。
2014年5月6日、アバゴ・テクノロジーによって66億ドルで買収された。

## 事業内容
- カスタムチップ（ASIC）、ホストバスアダプタ、RAIDアダプタ、ストレージシステム、関連ソフトウェア
- Agere との合併で、VoIPチップセット、モデムチップセット、ハードディスクドライブ、USB、その他ネットワーク機器が追加された。

## 合併と買収（および売却）
- 1998年8月 ヒュンダイから Symbios Logic を買収。
- 2001年3月  株式交換で C-Cube を買収。[2]
- 2001年9月 AMIのRAIDアダプタ部門を買収。
- 2002年9月 IBMから Mylex を買収。
- 2006年12月  Agere Systems を株式交換で合併する意図があることを発表。[3]
- 2007年2月  5500万ドルで SiliconStor を買収。[4]
- 2007年4月2日  Agere Systems との合併完了。[5]
- 2007年6月27日 シーラス・ロジックのビデオ部門がスピンオフした Magnum Semiconductor, Inc. にLSIの一般消費者向け製品事業を売却することを発表。[6]
- 2007年10月24日 モバイル部門のインフィニオン・テクノロジーズへの売却を完了。[7]
- 2008年3月10日 インフィニオンのハードディスクドライブ部門の買収に合意したと発表。[8]
- 2011年10月26日 SSDコントローラ設計のSandForceを、3億2200万ドルで買収することで合意したと発表。[9]
- 2014年5月6日　アバゴ・テクノロジーによって66億ドルで買収された[10][11][12]。
- 2014年5月29日 傘下のSSDコントローラ設計部門であるSandForceのSeagateへの売却に合意した[13]。
- 2014年8月13日 傘下のネットワーク向けチップ事業部門であるAxxia Networking Businessのインテルへの売却に合意した[14][15]。